# Alfa Romeo Sprint
Alfa Romeo Sprint – samochód sportowy klasy kompaktowej produkowany przez włoską markę Alfa Romeo w latach 1976−1989. 

## Historia i opis modelu

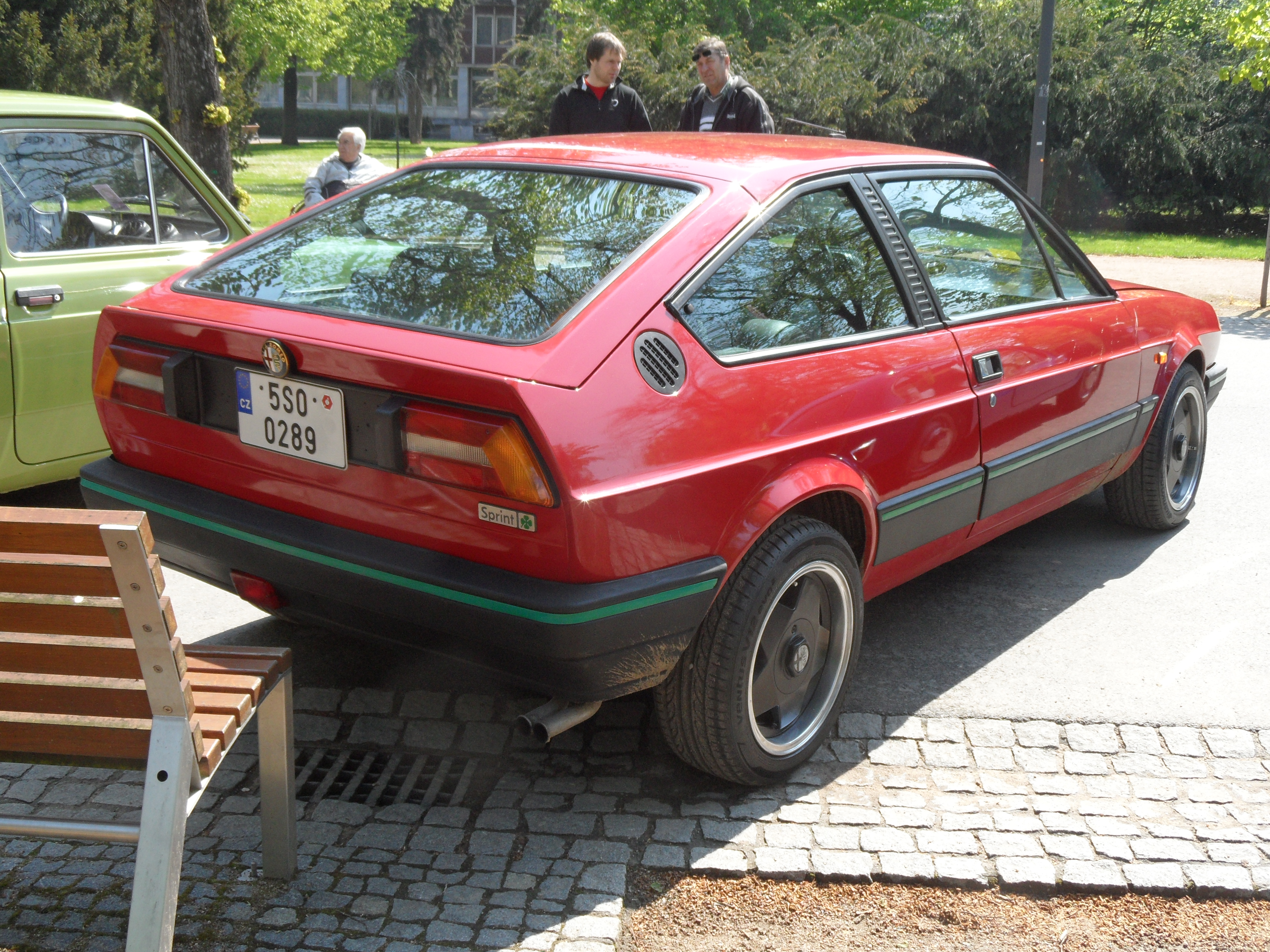
Alfa Romeo Sprint - tył

Produkowany przez przejętą przez Alfa Romeo firmę Alfasud S. p. A., w okresie 1976-1983, znany jako Alfa Romeo Alfasud Sprint, po modyfikacjach od 1983 do 1989 roku nazywany po prostu Alfa Romeo Sprint. Po 1983 roku, samochód przeszedł znaczne zmiany w sferze mechaniki, przybliżając się konstrukcyjnie do swojego następcy Alfa Romeo 33. Zmiany obejmowały płytę podłogową, a co za tym idzie, zawieszenie, układ hamulcowy, ale także nadwozie, z którego zniknęły metalowe, chromowane zderzaki, zmianie uległ grill oraz pokrywa silnika.
Sprint dostępny był tylko jako 3-drzwiowe coupé. Do napędu używano silników B4 o pojemnościach: 1,2, 1,4, 1,5 oraz 1,7 litra. Moc przenoszona była na oś przednią poprzez 4 lub 5-biegową manualną skrzynię biegów. Samochód został zastąpiony przez model Alfa Romeo 33.

### Silnik
- B4 1,4 l (1351 cm³), 2 zawory na cylinder, SOHC
- Układ zasilania: b/d
- Średnica × skok tłoka: 80,00 mm × 67,20 mm
- Stopień sprężania: b/d
- Moc maksymalna: 87 KM (64,1 kW) przy 5800 obr./min
- Maksymalny moment obrotowy: 119 N•m przy 4000 obr./min

### Osiągi
- Przyspieszenie 0-100 km/h: 11,2 s
- Prędkość maksymalna: 165 km/h